# 致命的吸引力
《致命的吸引力》（英語：Fatal Attraction）是1987年的美國心理驚悚電影，由亞卓安·林恩執導，邁克爾·道格拉斯、格伦·克洛斯與安妮·亞契主演。電影描述一名已婚男人出軌與某女子有了一夜情後，女子對他糾纏不休的故事。

## 演員表
- 邁克爾·道格拉斯 飾
- 格伦·克洛斯 飾
- 安妮·亞契 飾

## 外部連結
- 開眼電影網上《致命的吸引力》的資料（繁體中文）
- 豆瓣电影上《致命吸引力》的資料 （简体中文）
- 时光网上《致命誘惑》的資料（简体中文）
- AllMovie上《致命的吸引力》的资料（英文）
- 爛番茄上《致命的吸引力》的資料（英文）
- Box Office Mojo上《致命的吸引力》的資料（英文）
- TCM电影资料库上《致命的吸引力》的资料（英文）
- Metacritic上《致命的吸引力》的資料（英文）
- 互联网电影数据库（IMDb）上《致命的吸引力》的资料（英文）